# Съботковци
Събòтковци е село в Северна България, община Габрово, област Габрово.

## География
Село Съботковци се намира на около 8 km изток-североизточно от областния център Габрово, 9 km юг-югозападно от Дряново и 8 km запад-северозападно от Трявна. Разположено е в западните разклонения на Габровските височини, по полегатия северен долинен склон на местен десен приток на река Андъка, която е ляв приток на Дряновска река.
Надморската височина в центъра на селото, на площадчето между читалището и църквата, е около 482 m, в северния и източния му краища нараства до около 500 – 505 m, а в западния намалява до около 455 m.
Общинският път до Съботковци е източно разклонение на третокласния републикански път III-5524, минаващ през близкото село Болтата и водещ на югоизток през селата Редешковци, Черневци и Трапесковци до село Боженците, а на северозапад – към село Донино и връзка с първокласния републикански път I-5 (Русе – Габрово – ГКПП Маказа - Нимфея).
На около 1,5 km северозападно от селото се намира гара Съботковци на второстепенната железопътна линия Царева ливада – Габрово, разклонение на главната железопътна линия № 4 Русе – Подкова.
Населението на Съботковци, наброявало 328 души към 1934 г., намалява постепенно до 37 към 1985 г., а към 2019 г. наброява (по текущата демографска статистика за населението) 38 души.

## История

### Име
До Освобождението тогавашните колиби Хандък са известни и с името Саботковци. Споменати са през 1763 г. във връзка с поискана тапия от мютесарифа в Габрово за мерата под селището. Името Хандък вероятно е ползвано известно време и след Освобождението, включително в документи. През 1995 г. дотогавашното населено място колиби Съботковци придобива статута на село.

### Църква
Църквата „Свети Николай Чудотворец“ в Съботковци е построена през 1867 г. на мястото на по-раншен параклис. Осветена е на 6 декември 1868 г. Сградата е едноапсидна, трикорабна базилика с външен притвор, който по-късно е бил остъклен. Над входа има камбанария. Размерите на сградата са 7 m височина, 10 m ширина и 20 m дължина (включително 3 m на притвора). Вътрешността е разделена от два реда колони на три кораба. В западната част под камбанарията има вътрешен балкон с резбован таван. Иконостасът е триредов, като в най-долния ред са изобразени сцени със Страстите Христови, на втория ред се намират царските икони, на най-горния ред има изображения на светите апостоли, а над царските двери – „Тайната вечеря“. Царските двери са резбовани, както и кръстът на иконостаса над тях. Покривът е засводен, като на него са изобразени звезди на син фон. В средата на покрива над централния кораб е изобразен Господ Саваот, а на медальони над колоните са изобразени евангелистите. На тавана на външния притвор е изобразен Иисус Христос. На западната фасада между прозорците също е имало три изображения в декоративни ниши, вече силно повредени и избледнели.
През 2010-те години църквата е ремонтирана по инициатива и със средства на местни хора, както и със средства от дарения.

### Училище
Сградата на началното училище в Съботковци е построена през 1904 г. в близост до старото килийно училище, съществувало в двора на църквата ”Свети Николай Чудотворец”. Началното училище е действало до 1952 г.
В началото на 21 век училищната сграда е приватизирана, ремонтирана, преустроена и функционира като къща за гости „Старото школо“.

### Читалище
Читалище „Извор“ е основано на 30 декември 1907 г., като първоначално се е помещавало на приземния етаж на училището. През 1949 г. е била построена самостоятелната му сграда.

## Обществени институции
Изпълнителната власт в село Съботковци към 2021 г. се упражнява от кметски наместник.
В Съботковци към 2021 г. има:
- действаща само на големи религиозни празници църква „Свети Николай“;[13]
- действащо читалище „Извор – 1907“.[14][15]

## Галерия
- Къщи
- Читалището
- Църквата
- Табелата на селото

## Личности
- Даскал Никола Стефанов (1816 – 1901) [16] – български просветен и обществен деец

## Население
Преброяване на населението през 2011 г.
Численост и дял на етническите групи според преброяването на населението през 2011 г.:
|                     | Численост | Дял (в %) |
| Общо                | 45        | 100,00    |
| Българи             | 44        | 97,77     |
| Турци               | 0         | 0,00      |
| Цигани              | 0         | 0,00      |
| Други               | 0         | 0,00      |
| Не се самоопределят | 0         | 0,00      |
| Неотговорили        | 0         | 0,00      |